# Konrad von Egloffstein
Konrad von Egloffstein war Deutschmeister von 1396 bis 1416 († 2. Oktober 1416 in Nürnberg). Der Deutschmeister war der Landmeister des Deutschen Ordens in Deutschland.

## Herkunft
Konrad von Egloffstein stammt aus der fränkischen Adelsfamilie derer von Egloffstein. Seine Eltern sind Otto von Egloffstein und Osanna, eine geborene von Hirschberg. Sein Bruder Johann I. von Egloffstein war Bischof von Würzburg (1400–1411), sein Bruder Hartung Bamberger Domherr, nach der Würzburger Bischofschronik von Lorenz Fries soll er noch einen weiteren Bruder namens Dietrich gehabt haben.

## Wirken
Von 1390 bis 1392 war er Komtur der Deutschordenskommende Nürnberg. 1396 war er Landkomtur der Deutschordensballei Franken. Seit Konrad von Egloffstein entwickelte sich die Burg Horneck (Kommendengründung 1254/58) am Neckar zur ständigen Residenz der Deutschmeister. Als Deutschmeister war er Vertrauter und Geheimer Rat von König Ruprecht  und nahm 1401 an dessen Romzug teil. Mehrere Male hielt sich Ruprecht in der Domäne des Deutschmeisters in Mergentheim nahe dem Sitz des Deutschmeisters auf Schloss Horneck auf.

## Schlacht bei Tannenberg

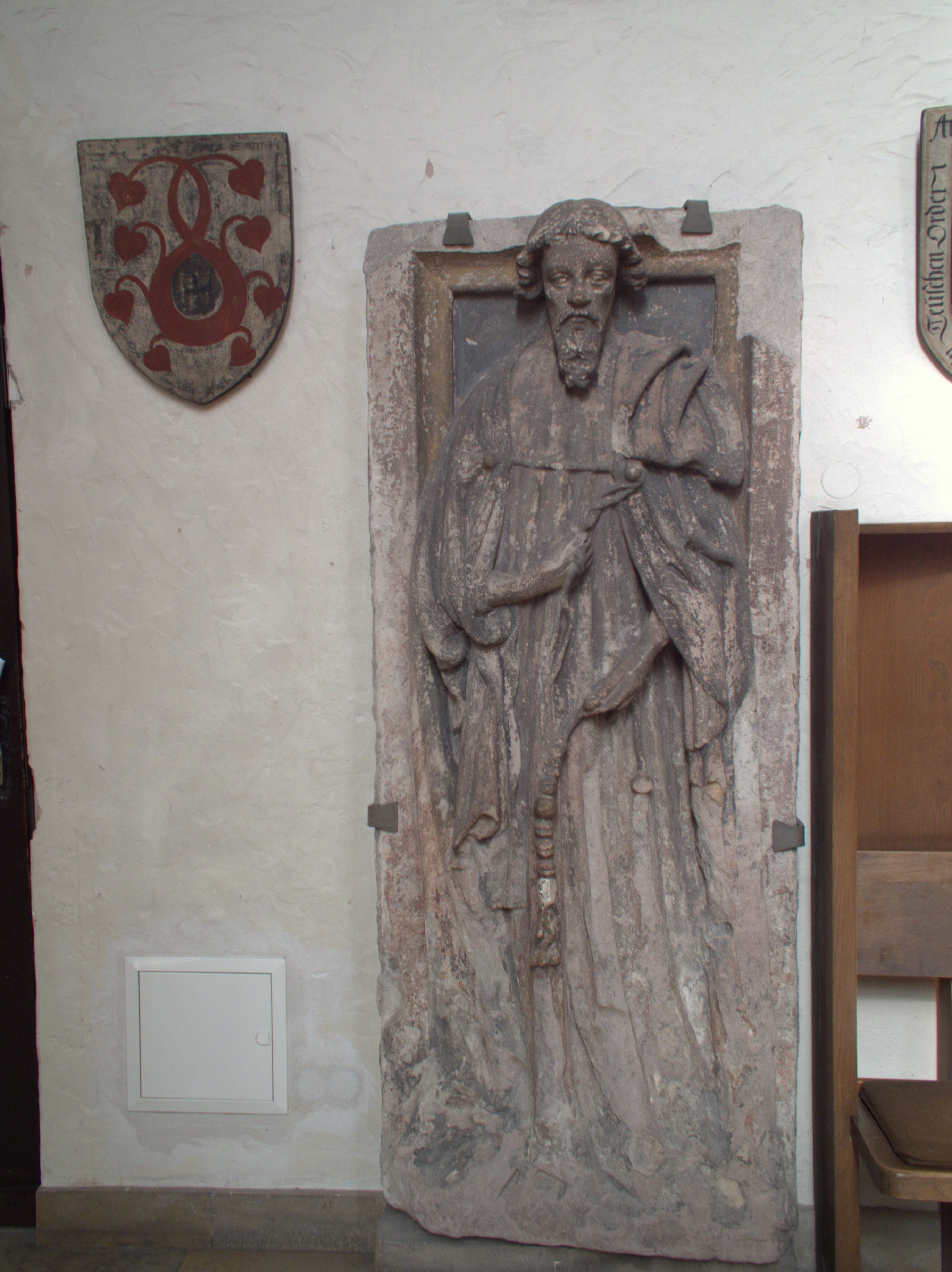
Konrad von Eglofstein

Nach der Niederlage des Deutschen Ordens in der Schlacht bei Tannenberg von 1410 reist sein Bruder Johann nach Preußen und beteiligt sich an den Friedensverhandlungen zwischen dem Orden und dem Polenkönig Władysław II. Jagiełło. Konrad und Johann sind anschließend in Thorn unter den Bevollmächtigten des Deutschen Ordens, die den Ersten Frieden von Thorn zeichnen.
Als Lohn für seine Kriegsdienste erhielt Konrad die Stadt Domnau als Lehen. Er errichtete auf einer Insel im Fluss ein neues Schloss.
Konrad starb 1416 in Nürnberg, wo sich sein Epitaph in der Jakobskirche befindet.